# チャールズ・"ハングリー"・ウィリアムズ
チャールズ・"ハングリー"・ウィリアムズ (Charles "Hungry" Williams, 1935年2月12日 – 1986年5月10日)は米国のドラマー。1950年代から60年代にかけてニューオーリンズのR&Bシーンで活躍した。ときにはヴォーカルを取ることもあり、自己名義のシングルもリリースしている。

## 来歴
1935年2月12日、ニューオーリンズに生まれる。ドラマーとしてはファッツ・ドミノのバンドのコーネリアス・コールマンをアイドルとあがめていた。よりファンキーなサウンドを追求し、バス・ドラムを連打するダブル・クラッチンという奏法を編み出した。
1950年代初頭にポール・ゲイテンのバンドに加入。1953年にはコズィモ・マタッサのJ&Mスタジオでセッション・ドラマーとしてプレイするようになった。1954年頃、ニューオーリンズのナイトクラブ、クラブ・ティアフアナのハウス・バンドに加入。このバンドにはヒューイ・"ピアノ"・スミスや後に「Barefootin’」のヒットを生むサクソフォン奏者のロバート・パーカー、盲目のギタリストのビリー・テイトもいた
ニューオーリンズの人気ドラマーであったアール・パーマーがロサンゼルスに拠点を移すと、引っ張りだこのセッション・ドラマーとして活躍するようになった。ヒューイ・"ピアノ"・スミス・アンド・ザ・クラウンズの1枚目のシングル、「Rocking Pneumonia And The Boogie Woogie Flu」などスミスのレコードの数々でプレイした他、ボビー・ミッチェル（「I’m Gonna Be A Wheel Someday」）、アート・ネヴィル（「Zing Zing」）、ジミー・クラントン（「Just A Dream」）などの楽曲にそのプレイを刻んでいる。尚、彼に「ハングリー」というニックネームを付けたのはスミスで、ウィリアムズが食事の際にいつも2皿ずつ頼む大食いだったからだという。
ソロ・アーティストとしては1956年、ポール・ゲイテン・オーケストラのサポートを得てチェッカーよりシングル「So Glad She's Mine」 / b/w「Mary, Don't You Weep, Mary Don't You Moan」をリリース。翌1957年にももう1枚シングルをリリースしている。
1960年代に入ると、ニューオーリンズではジョン・ブードローがトップ・ドラマーとして活躍するようになり、ブリティッシュ勢の台頭でニューオーリンズのR&Bシーン自体が勢いを失っていたこともあり、ウィリアムズの仕事は減っていった。
後年はパジェット病を患い、演奏活動の頻度は減っていた。最後のレコーディングと思われるのは1978年、アルバート・キングのニューオーリンズ録音盤『New Orleans Heat』への参加、また最後のステージとなったのは1985年4月、ニューヨークのローンスター・カフェにおけるジャム・セッションのステージだ。
ウィリアムズは、1986年5月10日、ニューヨークにて死去。51歳だった。

## ディスコグラフィ

### シングル
| 年     | 曲名                                                                                                | レーベル    |
| 1956年 | 「So Glad She's Mine」 b/w 「Mary, Don't You Weep, Mary Don't You Moan」 with Paul Gayten Orchestra | Checker 831 |
| 1957年 | 「Darling」 b/w 「So Worried」                                                                      | Checker 866 |

### 編集盤
- 1984年 『New Orleans R&B』(Chess Det 205)[5]

※ウィリアムズの3曲（うち未発表2曲）が収録されたコンピレーションLP

「Rhythmatic Rhythm」、「I Cried All The Way Home」（未発表）

「What Can I Do」は「So Worried」と同一曲
- 1995年 『Chess New Orleans』(Chess CHD2-9355)

※ウィリアムズの2曲が収録されたコンピレーション

「So Glad She's Mine」、「What Can I Do?」
- 2012年 『The Cosimo Matassa Story Volume 2 - Gumbo Ya Ya』(Proper)

※「Darling」と「So Worried」の2曲を収録。

## 参加作品
以下は、ウィリアムズがレコーディングに参加した作品の一部である：

### シングル
- 1956年 Bobby Charles – 「Take It Easy Greasy」 / 「Time Will Tell」 (Chess 1628)
- 1956年 Bobby Charles – 「Laura Lee」 / 「No Use Knocking」 (Chess 1638)
- 1957年 Paul Gayten – 「Driving Home Part 1」 / 「Driving Home Part 2」 (Argo 5263)
- 1957年 Paul Gayten And His Band – 「Nervous Boogie」 / Oscar Wills with Paul Gayten Orch. – 「Flatfoot Sam」 (Argo 8459)
- 1957年 Bobby Charles – 「No More (I Ain't Gonna Love You No More) 」 / 「You Can Suit Yourself」 (Chess 1658)
- 1957年 Bobby Charles – 「One Eyed Jack」 (Chess 1670)
- 1957年 Clarence (Frogman) Henry – 「It Won't Be Long」 / 「I Found A Home」 (Argo 5273)
- 1957年 Huey Smith And The Clowns – 「Rocking Pneumonia And The Boogie Woogie Flu Parts 1 and 2」 (Ace 530)
- 1957年 Roy Brown – 「Let The Four Winds Blow」 (Imperial 5439)
- 1957年 Chris Kenner – 「Sick And Tired」 (Imperial 5448)
- 1957年 Smiley Lewis – 「Go On Fool」 (Imperial 5450)
- 1957年 Bobby Mitchell – 「I'm Gonna Be A Wheel Someday」 (Imperial 5475)
- 1957年 Lee Allen – 「Walking With Mr. Lee」 (Ember E-1027)
- 1958年 Jerry Byrne – 「Lights Out」 / 「Honey Baby」 (Specialty 635)
- 1958年 Art Neville – 「Zing Zing」 (Specialty 637)
- 1958年 Huey “Piano” Smith And The Clowns – 「Don’t You Just Know It」 / 「High Blood Pressure」 (Ace 545)
- 1958年 Jimmy Clanton And His Rockets – 「Just A Dream」 (Ace 546)
- 1959年 Myles & Dupont – 「Heaven Or Heartbreak」 / 「Loud Mouth Annie」 (Argo 5326)
- 1959年 Frankie Ford – 「Sea Cruise」 (Ace 554)

### アルバム
- 1958年 Tousan – 『The Wild Sounds Of New Orleans』 (RCA Victor LPM-1767)
- 1978年 Albert King – 『New Orleans Heat』 (Tomato – TOM-7022)
- 1983年 Dave Bartholomew –『Jump Children』 (Imperial 1546601)